# Arnold Amsinck (Kaufmann)

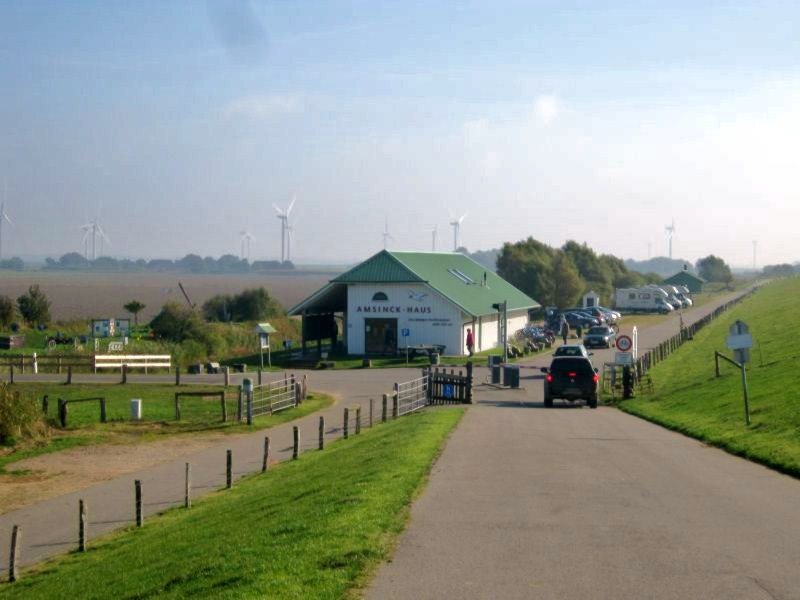
„Amsinck-Haus“ an der Zufahrt zur Hamburger Hallig

Arnold Amsinck (* 1579 in Hamburg; † 31. Januar 1656 auf Nordstrand) war ein deutscher Kaufmann und Unternehmer.

## Leben
Zusammen mit seinem älteren Bruder Rudolf Amsinck übernahm er 1618 die Firma seines Vaters Willem Amsinck, eines aus den Spanischen Niederlanden eingewanderten Tuchhändlers. 1624 erwarben beide Brüder Deichrechte auf der damaligen Nordsee-Insel Strand und begannen dort große Flächen einzudeichen. Das neu gewonnene Land, der „Amsinck-Koog“, ging jedoch in der verheerenden Burchardiflut 1634 größtenteils wieder verloren. Während Rudolf 1636 starb, hielt Arnold an dem Plan fest, die verlorenen Gebiete wiederzugewinnen und kaufte sogar Land hinzu. Doch die geringe Bodenqualität und der Mangel an Arbeitskräften in dem verwüsteten Land machten das Vorhaben zunichte. Nachdem Amsinck fast sein gesamtes Vermögen verloren hatte, mussten die Arbeiten um 1650 eingestellt werden. Amsinck blieb dennoch auf Nordstrand, wo er einige Jahre später vereinsamt verstarb.
Heute erinnert nur der Name der Hamburger Hallig noch an die Besitzer des einstigen „Amsinck-Koogs“.
Der Husumer Schriftsteller Albert Petersen (1883–1943) veröffentlichte 1921 den Roman Arnold Amsinck, der von Arno Bammé und Thomas Steensen in der Reihe Nordfriesland im Roman mit ausführlichen Erläuterungen und einer biografischen Skizze zu Amsinck neu herausgegeben wurde.